# New South Wales Open 1994
Il New South Wales Open 1994 è stato un torneo di tennis giocato sul cemento.
È stata la 102ª edizione del torneo di Sydney, che fa parte della categoria World Series nell'ambito dell'ATP Tour 1994 e della categoria Tier II nell'ambito del WTA Tour 1994. 
Si è giocato al NSW Tennis Centre di Sydney in Australia dal 10 al 17 gennaio 1994.

## Campioni

### Singolare maschile
Pete Sampras ha battuto in finale  Ivan Lendl con il punteggio di 7–6(5), 6–4.

### Doppio maschile
Darren Cahill /  Sandon Stolle hanno battuto in finale  Mark Kratzmann /  Laurie Warder con il punteggio di 6–1, 7–6.

### Singolare femminile
Kimiko Date ha battuto in finale  Mary Joe Fernández con il punteggio di 6–4, 6–2.

### Doppio femminile
Patty Fendick /  Meredith McGrath hanno battuto in finale  Jana Novotná /  Arantxa Sánchez Vicario